# Чемпіонат Європи з легкої атлетики в приміщенні 1987
Чемпіонат Європи з легкої атлетики в приміщенні 1987 відбувся 21–22 лютого у Льєвені на Регіональній критій арені.
До програми змагань після 4-річної перерви повернулась чоловіча спортивна ходьба на 5000 метрів, а жінки вперше в історії розіграли нагороди у ходьбі на дистанції 3000 метрів.

## Призери

### Чоловіки
| Дисципліни            | Золото                           | Золото       | Срібло                        | Срібло   | Бронза                           | Бронза   |
| --------------------- | -------------------------------- | ------------ | ----------------------------- | -------- | -------------------------------- | -------- |
| 60 метрів             | Мар'ян Воронін Польща            | 6,51         | П'єрфранческо Павоні Італія   | 6,58     | Франтішек Птачник Чехословаччина | 6,61     |
| 200 метрів            | Брюно Марі-Роз Франція           | 20,36 WIR CR | Володимир Крилов СРСР         | 20,53    | Джон Реджіс Велика Британія      | 20,54    |
| 400 метрів            | Тодд Беннетт Велика Британія     | 46,81        | Момчил Харизанов Болгарія     | 46,89    | Пол Гармсворт Велика Британія    | 46,92    |
| 800 метрів            | Роб Дрюпперс Нідерланди          | 1.48,12      | Володимир Граудинь СРСР       | 1.49,14  | Арі Сухонен Фінляндія            | 1.49,56  |
| 1500 метрів           | Хан Кюлкер Нідерланди            | 3.44,79      | Єнс-Петер Герольд НДР         | 3.45,36  | Клаус-Петер Набайн ФРН           | 3.45,84  |
| 3000 метрів           | Хосе Луїс Гонсалес Іспанія       | 7.52,27      | Дітер Бауманн ФРН             | 7.53,93  | Паскаль Тьєбо Франція            | 7.54,03  |
| 60 метрів з бар'єрами | Арто Брюггаре Фінляндія          | 7,59         | Колін Джексон Велика Британія | 7,63     | Найджел Вокер Велика Британія    | 7,65     |
| Ходьба 5000 метрів    | Йозеф Прибилинець Чехословаччина | 19.08,44 CR  | Рональд Вайгель НДР           | 19.08,93 | Роман Мразек Чехословаччина      | 19.10,77 |
| Стрибки у висоту      | Патрік Шеберг Швеція             | 2,38 CR      | Карло Тренхардт ФРН           | 2,36     | Геннадій Авдєєнко СРСР           | 2,36     |
| Стрибки з жердиною    | Тьєррі Віньєрон Франція          | 5,85 CR      | Ференц Шальберт Франція       | 5,85 CR  | Мар'ян Коляса Польща             | 5,80     |
| Стрибки у довжину     | Роберт Емміян СРСР               | 8,49 CR      | Джованні Еванджелісті Італія  | 8,26     | Крістіан Томас ФРН               | 8,12     |
| Потрійний стрибок     | Серж Елан Франція                | 17,15        | Христо Марков Болгарія        | 17,12    | Микола Мусієнко СРСР             | 17,00    |
| Штовхання ядра        | Ульф Тіммерманн НДР              | 22,19 CR     | Вернер Гюнтер Швейцарія       | 21,53    | Сергій Смирнов СРСР              | 20,97    |

### Жінки
| Дисципліни            | Золото                       | Золото      | Срібло                    | Срібло   | Бронза                                     | Бронза   |
| --------------------- | ---------------------------- | ----------- | ------------------------- | -------- | ------------------------------------------ | -------- |
| 60 метрів             | Неллі Коман Нідерланди       | 7,01        | Анелія Нунева Болгарія    | 7,06     | Марліс Ґер НДР                             | 7,12     |
| 200 метрів            | Кірстен Еммельманн НДР       | 23,10       | Бланка Лакамбра Іспанія   | 23,19    | Марі-Крістін Казьє Франція                 | 23,40    |
| 400 метрів            | Марія Пінігіна СРСР          | 51,27       | Гізела Кінцель ФРН        | 52,29    | Крістіна Перес Іспанія                     | 52,63    |
| 800 метрів            | Крістіне Вахтель НДР         | 1.59,89     | Зігрун Людвігс НДР        | 2.00,50  | Любов Кирюхіна СРСР                        | 2.01,85  |
| 1500 метрів           | Сандра Гассер Швейцарія      | 4.08,76     | Світлана Кітова СРСР      | 4.09,01  | Івана Вальтерова Чехословаччина            | 4.09,99  |
| 3000 метрів           | Івонн Маррей Велика Британія | 8.46,06 CR  | Еллі ван Хюлст Нідерланди | 8.51,40  | Брігітте Краус ФРН                         | 8.53,01  |
| 60 метрів з бар'єрами | Йорданка Донкова Болгарія    | 7,79        | Глорія Уйбель НДР         | 7,89     | Гінка Загорчева Болгарія                   | 7,92     |
| Ходьба 3000 метрів    | Наталія Дмитроченко СРСР     | 12.57,59 CR | Джуліана Сальче Італія    | 12.59,11 | Моніка Гуннарссон Швеція                   | 13.06,46 |
| Стрибки у висоту      | Стефка Костадинова Болгарія  | 1,97        | Тамара Бикова СРСР        | 1,94     | Зузанне Баєр НДРЕльжбета Трилинська Польща | 1,91     |
| Стрибки у довжину     | Хайке Дрехслер НДР           | 7,12        | Галина Чистякова СРСР     | 6,89     | Олена Белевська СРСР                       | 6,76     |
| Штовхання ядра        | Наталія Ахрименко СРСР       | 20,84       | Гайді Крігер НДР          | 20,02    | Хайке Гартвіг НДР                          | 20,00    |

## Медальний залік
| Місце               | Країна              | Золото | Срібло | Бронза | Загалом |
| ------------------- | ------------------- | ------ | ------ | ------ | ------- |
| 1                   | СРСР                | 4      | 5      | 4      | 13      |
| 2                   | НДР                 | 4      | 5      | 3      | 12      |
| 3                   | Франція             | 3      | 1      | 2      | 6       |
| 4                   | Нідерланди          | 3      | 1      | 0      | 4       |
| 5                   | Болгарія            | 2      | 3      | 1      | 6       |
| 6                   | Велика Британія     | 2      | 1      | 2      | 5       |
| 7                   | Іспанія             | 1      | 1      | 1      | 3       |
| 8                   | Швейцарія           | 1      | 1      | 0      | 2       |
| 9                   | Чехословаччина      | 1      | 0      | 3      | 4       |
| 10                  | Польща              | 1      | 0      | 2      | 3       |
| 11                  | Фінляндія           | 1      | 0      | 1      | 2       |
| 11                  | Швеція              | 1      | 0      | 1      | 2       |
| 13                  | ФРН                 | 0      | 3      | 3      | 6       |
| 14                  | Італія              | 0      | 3      | 1      | 4       |
| Загалом (14 збірні) | Загалом (14 збірні) | 24     | 24     | 24     | 72      |

## Відео
- Відеозвіт (частина 1) на YouTube
- Відеозвіт (частина 2) на YouTube

## Виступ українців
| Чоловіки (5)[a] | Чоловіки (5)[a]   | Чоловіки (5)[a] | Чоловіки (5)[a] |
| Місце           | Атлет             | Дисципліна      | Результат       |
| --------------- | ----------------- | --------------- | --------------- |
| 3               | Геннадій Авдєєнко | висота          | 2,36            |
| 3               | Микола Мусієнко   | потрійний       | 17,00           |
|                 | Сергій Лаєвський  | довжина         | 7,82            |
| пф              | Микола Разгонов   | 200 м           | DNF (20,82)[b]  |
| заб             | Віктор Бризгін    | 60 м            | 6,73            |

| Жінки (1) | Жінки (1)      | Жінки (1)  | Жінки (1) |
| Місце     | Атлетка        | Дисципліна | Результат |
| --------- | -------------- | ---------- | --------- |
| 1         | Марія Пінігіна | 400 м      | 51,27     |

a  До участі у змаганнях з бігу на 3000 метрів був також заявлений харків'янин Микола Матюшенко, проте він не вийшов на старт забігу (DNS).

b  У дужках вказаний більш високий результат, що був показаний на попередній стадії змагань (у забігу).